# Romeyn B. Ayres
Romeyn Beck Ayres (20. december 1825 – 4. december 1888) var en general i unionshæren under den amerikanske borgerkrig.

## Tidlige år
Ayres blev født i East Creek, ved Mohawkfloden i New York. Han var søn af en landsbydoktor som ansporede alle sine sønner til at få professionelle karrierer . Han tog eksamen fra West Point i 1847 og blev udnævnt til midlertidig sekondløjtnant i 4th U.S. Artillery. Selv om han fik eksamen i tide til den Mexikansk-amerikanske Krig gjorde Ayers kun garnisonstjeneste i Puebla og Mexico City indtil 1850, og kom ikke i kamp.
Mellem krigene var Ayres udstationeret på forskellige poster i grænseegnene og på Fort Monroe Artillery School fra 1859 til 1861. I 1849 giftede han sig med Emily Louis Gerry Dearborn i Bangor, Maine. Hans anden kone var Juliet Opie Hopkins Butcher, datter af Juliet Opie Hopkins, en kvinde som siden blev kendt for at oprette hospitaler for konfødererede soldater i Richmond, Virginia.

## Borgerkrigen
Inden starten på Borgerkrigen blev Ayres forfremmet til kaptajn og kommanderede et batteri i 5th U.S. Artillery, som han førte under kampagnen ved det første slag ved Bull Run, og var stærkt involveret i Slaget ved Blackburn's Ford, lige før det større Første slag ved Bull Run. Ved det Første slag ved Bull Run var hans batteri tilknyttet William T. Shermans, brigade, som lå i reserve, og hans kom ikke i kamp i selve slaget, men udmærkede sig ved at give dækning for den retirerende Unionshær der blev forfulgt af konfødereret kavaleri.
Den 3. oktober 1861 blev Ayres udpeget til chef for artilleriet i William F. "Baldy" Smiths division i Army of the Potomac. Han gjorde tjeneste i denne rolle under Peninsula kampagnen, Syvdagesslaget og i slaget ved Antietam. Lige før slaget ved Fredericksburg blev han forfremmet til chef for artilleriet i VI Korps med rang af brigadegeneral fra 29. november 1862. Ved Fredericksburg kommanderede han korpsets artilleri, som var placeret på den anden side af Rappahannockfloden på Falmouth Heights.
Mens han kom sig fra en skade efter et fald med sin hest, overvejede Ayres sin militære karriere og erkendte, at artilleriofficerer blev forfremmet meget langsommere end deres kolleger i infanteriet. Han fik derfor udvirket at han blev forflyttet til at lede en brigade i 2. Division af V Korps fra den 21. april 1863. Denne division var kendt som den regulære division, fordi den udelukkende bestod af fastansatte tropper (modsat treårskontrakterne), og han førte dens 1. brigade i slaget ved Chancellorsville, hvor V Korps kun var lidt involveret.
I Gettysburg kampagnen, som del af en generel rokade af hærcheferne, da generalmajor George G. Meade blev forfremmet fra V Korps’ chef til leder af hele Army of the Potomac, blev Ayres forfremmet til at lede den Regulære Division. Han var steget hurtigt til divisionskommando for en officer med beskeden infanterierfaring. I slaget ved Gettysburg, fik han ikke mulighed for at gøre sig bemærket i sin nye stilling. Hans division ankom til slagmarken omkring middag på andendagen af slaget 2. juli 1863. Efter en kort pause i lejr ved Power's Hill, blev to brigader fra hans division sendt af sted for at forstærke generalmajor John C. Caldwells division (II Korps), som var i modangreb mod de konfødererede i hvedemarken. På grund af et stort konfødereret angreb i den nærliggende ferskenlund trak Caldwells division sig tilbage og Ayres' to brigader var i fare for at blive omringet. De blev tvunget til også at trække sig tilbage og led alvorlige tab. Ikke desto mindre fik Ayres ros for sin indsats og blev udnævnt til midlertidig major i den stående hær for sin indsats ved Gettysburg. Efter slaget ved den regulære division sendt til New York for at slå ned på optøjerne i forbindelse med indførelsen af værnepligt (New York Draft Riots).
I marts 1864 blev Army of the Potomac reorganiseret med færre korps og færre i underordnede stillinger ned ad kommandostigen. Ayres blev sat til at kommandere 4. brigade i 1. division af V Korps. Han førte brigaden i generalløjtnant Ulysses S. Grants Overland kampagne i 1864, og blev igen divisionschef (2. Division i V Korps) i Richmond-Petersburg Kampagnen. Den 1. august 1864 blev han midlertidig generalmajor for sin indsats i disse kampagner. Han fik en særlig anbefaling og midlertidig forfremmelse for Slaget ved Globe Tavern og Slaget ved Five Forks.
Ayres fortsatte med at lede sin division i Appomattox kampagnen og de Konfødereredes overgivelse.

## Efter krigen
Efter krigen kommanderede Ayres en division i Det provisoriske Korps, og ledede derefter militærdistriktet Shenandoah indtil den 30. april 1866, da han blev afmønstret den frivillige hær. Som del af en generel reduktion af graderne, som typisk fulgte efter mange amerikanske krige, blev han degraderet til oberstløjtnant og han udførte fortrinsvis garnisonstjeneste på en række poster i Syden, herunder Little Rock, Arkansas, Jackson Barracks, Louisiana og Key West, Florida. I 1879 blev han forfremmet til oberst i 2nd U.S. Artillery.
Ayres døde på Fort Hamilton i New York, og ligger begravet på Arlington National Cemetery, Virginia ved siden af sin svigermor, Juliet Opie Hopkins.